# Das perfekte Paar
Das perfekte Paar (Originaltitel: Perfect Opposites) ist ein US-amerikanisches Filmdrama aus dem Jahr 2004. Regie führte Matt Cooper, der auch das Drehbuch mitschrieb und den Film mitproduzierte.

## Handlung
Drew Curtis und Julia Bishop lernen sich während des Jurastudiums kennen. Bishop hat eine Stelle als Werbefachfrau in Chicago und einen Freund, der nach dem Studium nach New York City zieht. Curtis überredet sie, zusammen mit ihm nach Los Angeles zu ziehen, wo seine Schwester ihm einen Job besorgt. Drew arbeitet für eine Kanzlei, die vorwiegend für Schauspieler tätig ist. Zusätzlich hilft er einem bekannten Schauspieler – einem der Kunden der Kanzlei – beim Investieren, woran er weiteres Geld verdient.
Da Drew ein Staatsexamen nicht besteht, wird er entlassen. Er spricht mit dem Schauspieler, für den er investiert und sagt ihm, diese Geschäftsbeziehung könne bestehen bleiben. Der Schauspieler erwidert, er sei seit seiner Kindheit im Geschäft und sei stets von der gleichen Kanzlei vertreten. Das wüsste Curtis, hätte er seine Hausaufgaben gemacht – in diesem Fall hätte er jedoch die Prüfung bestanden und würde beide nicht zwingen, sich gegenseitig zu beleidigen.
Julia bekommt nach einer langen erfolglosen Jobsuche im gelernten Beruf Arbeit als Produzentin der Werbefilme. Sie wird erfolgreich und verliebt sich in einen Kollegen, worauf sie und Drew sich trennen. Drew findet neue Arbeit bei einem Immobilienmakler. Nach einiger Zeit treffen sich Drew und Julia zufällig wieder; Julia heiratete in der Zwischenzeit ihren Kollegen und ist wieder geschieden. Drew und Julia sprechen miteinander, in der letzten Szene sieht man sie zusammen vor einem Haus.

## Kritiken
Das Lexikon des internationalen Films schrieb, die „altmodisch anmutende Adaption eines Bühnenstücks des Regisseurs“ setze „weniger auf Effekte“, sondern stattdessen bringe „die Charaktere und ihre Beweggründe zur Entfaltung“. Sie entwerfe in einem „komödiantisch angehauchten Drama“ „Psychogramme von glaubwürdigen Persönlichkeiten“.

## Hintergründe
Der Film wurde in Los Angeles gedreht. Er startete in den ausgewählten Kinos der USA am 6. Februar 2004. Am 14. Mai 2004 wurde er auf dem Cannes Film Market vorgestellt.